# Meredith Thring
Meredith Wooldridge Thring (Melbourne, 1915. december 15. – Exmouth, 2006. szeptember 15.) brit feltaláló, mérnök, futurológus, egyetemi tanár és író.

## Élete
Ausztráliában született, négy éves volt, amikor szüleivel Angliába költözött. A Malvern College-ben kezdte tanulmányait, később a cambridgei Trinity College-n matematikát és fizikát hallgatott. Tanulmányai végeztével a Brit Szénhasznosítási Kutatószövetség égéstani laboratóriumának vezetője lett. 1940-ben vette feleségül Margaret Hooley-t (aki 1986-ban hunyt el), két fia és egy lánya született. 1946-ban a Brit Vas- és Acélkutató Szövetség akkor létrehozott fizikai kutatócsoportja vezetője lett. 1950-ben a sheffieldi egyetemre ment, ahol 1953-ban az Üzemanyag Technológia és Vegyészmérnöki Tanszék vezetőjévé vált. 1964-ben a londoni egyetemen a Gépészmérnöki Tanszék vezetője lett, itt egészen 1981-es nyugdíjazásáig maradt.
1938-ban elnyerte az Institute of Fuel hallgatói érmét, valamint az Iron and Steel Institute Hadfield-érmét. 1962 és 1963 közt az Üzemanyag Intézet elnöke volt.  A Fizikai Intézet, az Energia Intézet, a Gépészmérnöki Intézet, a Mérnöki és Technológiai Intézet és a Vegyészmérnöki Intézet munkatársa volt. A Királyi Mérnöki Akadémia egyik első tagja volt.
Aktívan kutatta a robotikát, több munkájában is e témával foglalkozott. Készített egy lépcsőn járni képes robotot, egy önállóan működó tűzoltórobotot és egy asztaltisztító robotot is. Nyugdíjazása után a fejlődő országok megsegítésére alapította meg a Power Aid nevű szervezetet. 1969-ben azt jósolta, hogy a jövőben a gyárak nagyrészt automatikusak lesznek, egy központi számítógép irányítja őket, s emiatt az emberi munkahét 10 - 20 órára csökken. Tanulmányozta az égést, illetve az energiatermelés egyéb formáit, az International Flame Research Foundation egyik alapítója volt.

## Munkái
- The domestic open fire: a survey of research prior to 1937 M.W. Thring (London, 1938)
- The influence of port design on open-hearth furnace flames J.H. Chesters & M.W. Thring (1946)
- Air Pollution. Based on papers given at a conference held at the University of Sheffield, September 1956. szerk: M. W. Thring (London: Butterworths Scientific Publications, 1957)
- Pilot plants, models, and scale-up methods in chemical engineering R. E. Johnstone & M. W. Thring (New York: McGraw-Hill 1957)
- The science of flames and furnaces M.W. Thring (London, Chapman & Hall 1952)
- Nuclear propulsion edited by M.W. Thring (London, Butterworths 1960)
- Pulsating combustion : the collected works of F.H. Reynst szerk: M.W. Thring (Oxford, Pergamon, 1961)
- The science of flames and furnaces, 2nd edition M.W. Thring (London, Chapman & Hall, 1962)
- The principles of applied science M. W. Thring (Oxford, Pergamon, 1964)
- Engineering: An outline for the intending student M. W. Thring, 1972
- Man, machines and tomorrow M.W. Thring, 1973
- Energy and Humanity M. W. Thring & R. J. Crookes,  1974
- Machines, masters or slaves of man? M.W. Thring, 1974
- Strategy for Energy M. W. Thring, 1975
- How to invent M.W. Thring, 1977
- The engineer's conscience M.W. Thring & E. R. Laithwaite, 1980
- Robots and telechirs : manipulators with memory, remote manipulators, machine limbs for the handicapped M.W. Thring, 1983
- Quotations from G.I.Gurdjieff's Teaching: A Personal Companion M. W. Thring, 1998

## Fordítás
- Ez a szócikk részben vagy egészben  a   Meredith Thring című angol Wikipédia-szócikk ezen változatának fordításán alapul.  Az eredeti cikk szerkesztőit annak laptörténete sorolja fel. Ez a jelzés csupán a megfogalmazás eredetét és a szerzői jogokat jelzi, nem szolgál a cikkben szereplő információk forrásmegjelöléseként.